# Ville-mosquée historique de Bagerhat
La ville-mosquée de Bagerhat, située dans le district de Bagerhat au sud-ouest du Bangladesh, est une ville ancienne comportant une grande concentration de mosquées et autres monuments islamiques. Fondée au XVe siècle par Khan Jahan Ali, le lieu était alors connu sous le nom de Khalifatabad.
Le site est sur la liste du patrimoine mondial de l'UNESCO depuis 1985.
La ville abrite, entre autres, la mosquée Shatgumbad (ou « Mosquée des soixante piliers »), l'une des plus anciennes du Bangladesh. Elle a en réalité plus de soixante piliers et possède 81 gambuj (dômes), dont 77 formant le toit et quatre petits dômes disposés à chaque coin. La structure est principalement faite de terre cuite et de briques.
Les autres mosquées principales sont la mosquée des Neuf dômes, la mosquée Chillakhan et Sona, la mosquée Anarkha, la mosquée Dariakha, la mosquée Katani.
Le site inclut également trois lacs (Pacha, Ekhtiarkha, et Buraka) et la tombe de Khan Jahan Ali.